# Il Divo
|  | Aquest article tracta sobre el grup musical. Si cerqueu la pel·lícula, vegeu «Il divo (pel·lícula)». |

Il Divo és un grup musical, reeixit comercialment i críticament aclamat, que ha combinat el virtuosisme i la popularitat. El grup s'origina al Regne Unit el 2003, i és comprès per un quartet vocal de quatre cantants masculins; Urs Bühler, Carlos Marín (fins al 2021), Steven LaBrie (d'ençà el 2022), David Miller i Sébastien Izambard.

## Trajectòria
Durant la seva trajectòria discogràfica, Il Divo ha publicat set àlbums d'estudi; Il Divo (2004), Ancora (2005), Sempre (2006), The Promise (2008), Wicked Game (2011), A Musical Affair (2013) i Amor & Pasión (2015); un àlbum recopilatori The Greatest Hits (2012); un àlbum especial de cançons de Nadal The Christmas Collection (2005); i dos àlbums en directe An Evening with Il Divo: Live in Barcelona (2009), Live in Japan (2014); així com múltiples edicions especials, duets i col·laboracions.
Des del seu origen Il Divo ha gaudit d'un gran beneplàcit a nivell mundial, venent fins a la data de 2015, més de 30 milions de còpies en discos a tot el món 2 i conquerint més de 160 Discos d'Or i Discos de Platí en 35 països 1 instaurant una revolució en la música clàssica ia tot el panorama musical, legitimant un nou estil musical pioner, anomenat pop operístic o popera, dins del gènere de crossover clàssic.
En honor de la bona música, a l'esforç i al talent; se li ha atorgat el premi al Artist of the Decade (Artista de la dècada) en 20113 en els premis Classic Brit Awards en los premios Classic Brit Awards i entre d'altres, el Silver Clef Award de la mà de Nordoff Robbins en 2015.
Il Divo, convertits en un grup internacional de referència, després d'arribar de ser el primer grup de crossover clàssic de la història en coronar el cim de la llista Billboard 200 nord-americà l'any 2005, a més de posicionar-se al lloc més alt de la llista Adult Contemporary, amb l'àlbum The Promise en 2008, van batre el rècord de vendes americà en la primera setmana de publicació. Amb els quatre primers discos; Il Divo, Ancora, Sempre i The Promise, van aconseguir 50 primeres posicions en les llistes d'àlbums d'Amèrica, Europa, Canadà i América. A Espanya, Il Divo és un dels artistes amb més vendes que han cantat en espanyol. L'any 2006 són registrats en el Llibre Guinness dels Rècords com el projecte internacional de pop de més èxit comercial de la història, i aquest mateix any van entrar en la llista dels àlbums musicals més venuts de tots els temps, amb 5 milions d'exemplars en tan sols el 2006 amb l'àlbum Siempre. En els escenaris de tot el món també van recol·lectar gran èxit en vendre més de 2 milions d'entrades de concerts tan sols dels seus quatre primers discos, en la seva primera gira mundial les entrades es van esgotar en 69 ciutats de 18 países. En les gires musicals, han actuat en recintes de renom mundial com a l'antic estadi de Wembley, a Hyde Park, al London Coliseum, a Madison Square Garden, al Nippon Budokan, a l'amfiteatre romà de Mèrida o en el coliseu romà de Pula.
El grup és projectat i associat pel productor musical Simon Cowell per a la discogràfica Syco Music, membre de la cadena Sony Music. Cowell, va batejar el grup com Il Divo, una paraula italiana en singular que significa "artista diví".
El quartet destaca per la seva barreja musical d'òpera (cant líric i música culta) amb temes de diferents gèneres com la música llatina, musicals, boleros, folklore, música sacra, i per la interpretació de cançons emblemàtiques com «Regresa a mí», primer single del grup; «Senza catene» reescrita i versionada per Il Divo en italià de l'original «Unchained Melody»; l'«Avemaria» de Franz Schubert; l'«Adagio d'Albinoni»; «Memory», «Don't cry for me Argentina»; «Con te partirò»; «My Way»; «I Will Always Love You» o les oscaritzades bandes sonores: «Over The Rainbow»; «If You Love Me»; «Falling Slowly»; «Can You Feel the Love Tonight» o «My Heart Will Go On», o els temes originals Il Divo com «Come Primavera», «Isabel», «Angelina», «La Vida Sin Amor», «La Promessa» o «Mama».

## Integrants
- Carlos Marín †, baríton. Nat el 13 d'octubre de 1968 a Rüsselsheim, Alemanya, però educat a Madrid, Espanya.
- David Miller, tenor. Nat el 14 d'abril de 1973 a San Diego, Califòrnia, però criat a Littleton, Colorado.
- Sébastien Izambard, tessitura de tenor. Nat el 7 de març de 1973 a París, França.
- Urs Bühler, tenor. Nat el 19 de juliol de 1971 a Lucerna, Suïssa.
- Steven LaBrie, baríton. Nat el 4 de març de 1988 a Dallas, Texas

## Història

### Gènesi
El designi darrere de la creació d'Il Divo li va abastar a Simon Cowell després de veure una actuació en diferit de l'espectacle d'Els Tres Tenors. Així va ser com en 2001 va decidir conformar un quartet multinacional de joves talents que conjugasen la veu i l'aspecte físic, i que intentessin sonar com Luciano Pavarotti, Josep Carreras i Plácido Domingo junts. Per a això, Cowell va realitzar una recerca mundial d'homes amb portentoses veus per trobar les sol·licitades "veus prodigioses" que cobejava. Quatre homes que després de superar el castig, estiguessin disposats a embarcar-se en el projecte d'Il Divo. La recerca, mitjançant càstins en 21 països, va durar dos anys, des de 2001 fins a desembre de 2003, quan David Miller es va convertir en el quart i últim membre després de signar el contracte.
Prèviament a unir-se a Il Divo, cada membre conreava la seva carrera musical en paral·lel i de forma desigual. Carlos actuava en òperes, musicals i sarsueles a Madrid; Urs es guanyava la vida com a cantant independent entre Holanda, Bèlgica, Alemanya i França, fent oratori i òpera, i amb actuacions al cor de l'Òpera d'Amsterdam; David, amb una carrera ascendent en el món de l'òpera, va quedar a les portes de debutar a la Metropolitan Opera; i Sébastien va haver d'abandonar l'enregistrament del seu segon disc en solitari que forjava a França, així com la fama del seu primer disc -i únic- com a estrella del pop.
| «                     | He unit les millors veus del món. | » |
| — Simon Cowell, 2005. |                                   |   |

Adoptat per Anglaterra, per a molts és un grup britànic però en realitat és apàtrida, on resideix el seu estudi de gravació, el quartet és batejat amb el nom de "Il Divo", que en idioma italià es sobreentén com "intèrprets divins" i es defineix en català com «artista, especialment cantant d'òpera, de gran mèrit i fama, que sobresurt o destaca entre d'altres».

### Trajectòria Musical

#### Primer decenni: 2004-2014
Il Divo va ser llançat al mercat a la tardor del 2004 amb el senzill «Regresa a mí», debutant amb el primer àlbum homònim «Il Divo». L'àlbum va ser llançat al mercat l'1 de novembre de 2004 a tan sols tres països; Regne Unit, Noruega i Irlanda. En les primeres setmanes Il Divo ja havia aconseguit dos Discos de Platí a Noruega i Irlanda i al Regne Unit van aconseguir un fet històric, ja que «Regresa a mí» ha estat la primera cançó cantada en espanyol que va aconseguir el número 1 en el país britànic. El 19 d'abril de 2005 va ser llançat als Estats Units, Espanya i la resta del món.
El 25 d'octubre de 2005 surt a la venda en només set països (Estats Units, Canadà, Àustria, Eslovènia, Països Baixos, Suècia i Finlàndia) el disc d'estudi per al Nadal d'Il Divo titulat «The Christmas Collection». L'àlbum consta d'una col·lecció de deu cançons de Nadal o inspirades en ella.
El 7 novembre 2005 Il Divo llança a Europa el seu segon àlbum d'estudi titulat «Ancora». Als Estats Units i Amèrica Llatina va ser llançat el 24 de gener de 2006. Va debutar en el número u de Billboard 200 en la primera setmana del seu llançament als Estats Units. Amb el llançament del seu segon àlbum «Ancora», Il Divo es va convertir en el primer grup de crossover clàssic en la història a aconseguir el primer lloc en la llista de Billboard Top 200 nord-americà.
Il Divo va ser el seleccionat vencedor per la FIFA per a interpretar la cançó de la Copa del Món de Futbol de 2006 tilulada «The time of our lives» (El temps de les nostres vides). Per interpretar-la oficialment durant el Mundial, el grup va convidar la cantant Toni Braxton.
El 27 de novembre de 2006 publiquen a Espanya el seu tercer treball d'estudi, gravat durant l'anterior gira mundial, al qual titulen «Siempre».
Il Divo es va convertir en el grup internacional amb més èxit dels últims anys en la història del crossover musical, venent més de 20 milions de discos en tan sols els primers cinc anys del grup. Conquerint fans i les llistes de totes les dels països del món. El quartet va guanyar més de 150 discos d'or i platí a 33 països 3 en els seus primers quatre discos i van aconseguir 50 posicions # 1 en les llistes d'àlbums a nivell internacional, incloent el # 1 debut als Estats Units de «Ancora», l'únic àlbum de crossover clàssic que ha entrat en la història en el nº # 1 en el Billboard Top 200.3 En el seu primer àlbum, l'àlbum debut d'un grup britànic, van entrar en el més alt en les llistes dels Estats Units i amb l'àlbum «The Promise» van batre el rècord nord-americà de vendes en la primera setmana.
En 11 de novembre de 2008, va sortir a la venda el quart disc del grup, sota el qualificatiu de «The Promise».
La seva gira «An Evening with Il Divo» abastar la major gira mundial del 2009, recorrent els sis continents, amb més de 130 dates. Això els va valer el premi Billboard Breakthrough per ser la gira més taquillera de l'any. L'1 de desembre de 2009 van publicar en CD + DVD del concert gravat en directe al Palau Sant Jordi de Barcelona en honor de la gira que va recórrer 81 ciutats i 31 països, denominat «An Evening with Il Divo: Live in Barcelona».
L'11 de maig de 2011, van ser convidats als Premis de la Música Clàssica Classic Brit Awards al Royal Albert Hall de Londres per rebre el premi al «Artist of the Decade» (Millor Artista de la Dècada). El premi reconeix l'impacte massiu del grup operístic que ha tingut en el gènere clàssic, venent més de 25 milions d'àlbums, de 2004 a 2011, a tot el món.
El 8 de novembre de 2011, publiquen el cinquè àlbum «Wicked Game», tres anys després de l'edició del seu anterior disc. L'àlbum va ser produït per Per Magnusson i David Kreuger amb la col·laboració addicional de Richard "Biff" Stannard.
El 5 novembre 2013 surt a la venda el sisè àlbum «A Musical Affair» que mostra la ja distintiva interpretació romàntica i emotiva d'Il Divo en clàssics musicals.
En 2014, en el 10è aniversari de la publicació del seu primer disc, s'havien venut més de 28 milions de discos a tot el món, aconseguint més de 50 números u per les seves vendes i rebent 160 discos d'Or i Platí en més de 33 països diferents.
| «                | Continuem el nostre viatge per fer el món més romàntic. | » |
| — Il Divo, 2014. |                                                         |   |

Durant la primera dècada del grup, en els seus sis primers àlbums d'estudi publicats fins a 2014 («Il Divo», «Ancora», «Sempre», «The Promise», «Wicked Game» i «A Musical Affair») el quartet va interpretar, tant noves cançons compostes per al grup, com versions de cançons llegendàries interpretades per Il Divo en veus líriques i en ritmes de música culta fusionades amb el gènere pop, la balada, la música sacra, la música folk o amb el gènere musicals. Però no amb el gènere bolero, del qual predominarà el seu setè àlbum d'estudi.

#### Actualitat: 2015-Present
El 13 de novembre de 2015 en Europa i el 27 de novembre a Amèrica, es publica el setè àlbum d'estudi titulat «Amor & Pasión», produït pel colombià guanyador de múltiples premis Grammy Llatins Julio Reyes Copello, treball que abasta un segle de tangos tradicionals, mambas i boleros clàssics, amb sabors i ritmes sensuals d'Espanya, Cuba, Argentina i Mèxic, fent l'ullet als inicis del quartet, onze anys enrere, mentre que marca un nou capítol en la seva carrera. 96 L'àlbum només contindrà cançons en espanyol, primer disc íntegre en un mateix idioma del grup.
Després de la mort de Marín a finals de 2021, Steven LaBrie es va unir a la banda com a convidat especial a la gira abans de ser anunciat com a membre a temps complet del grup el 17 d'agost de 2023.

## Galeria fotogràfica

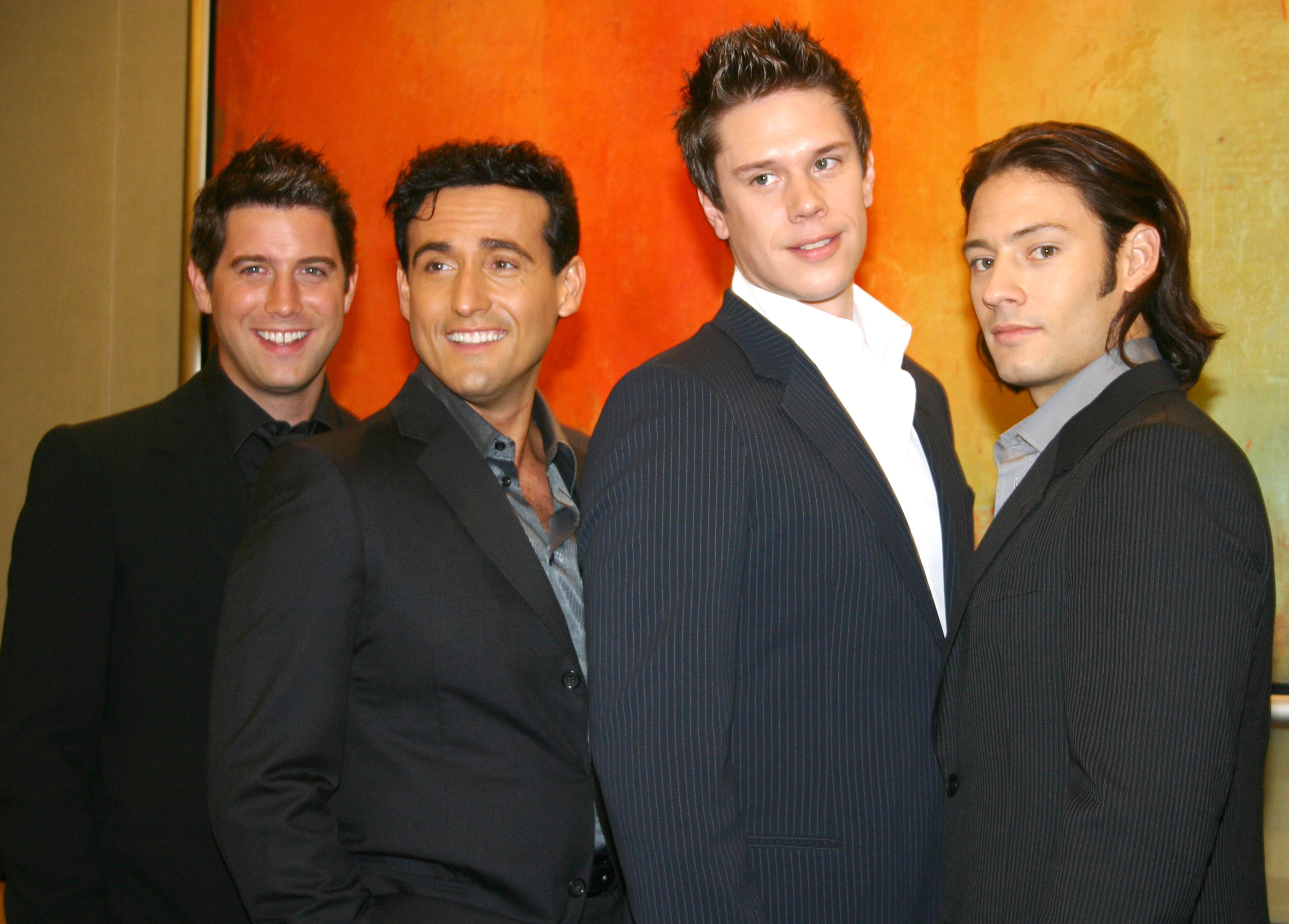
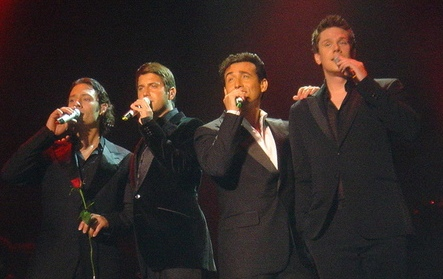
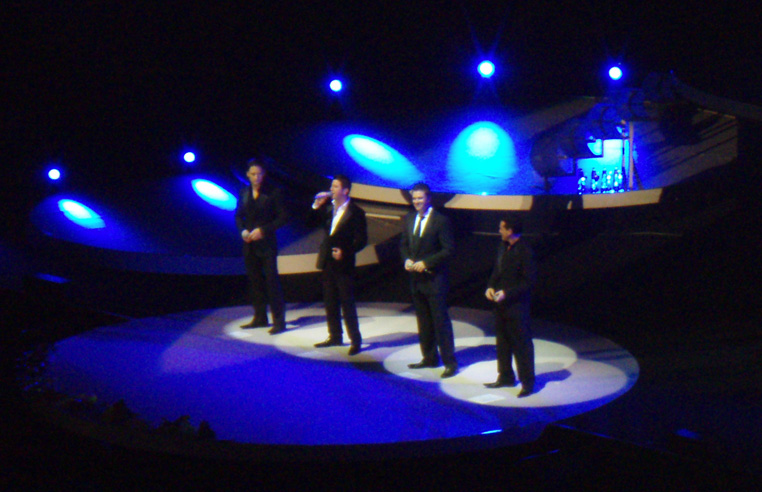
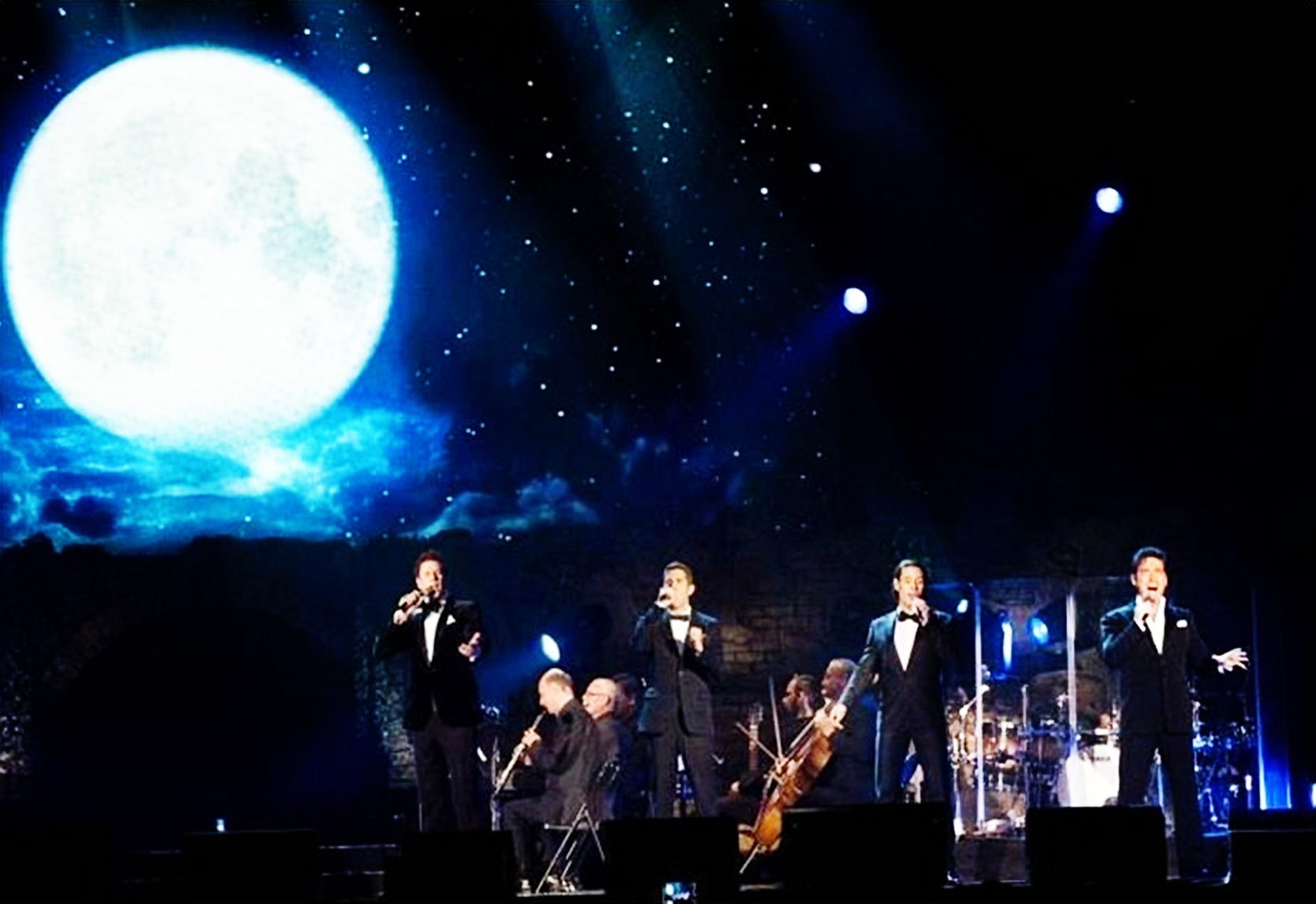
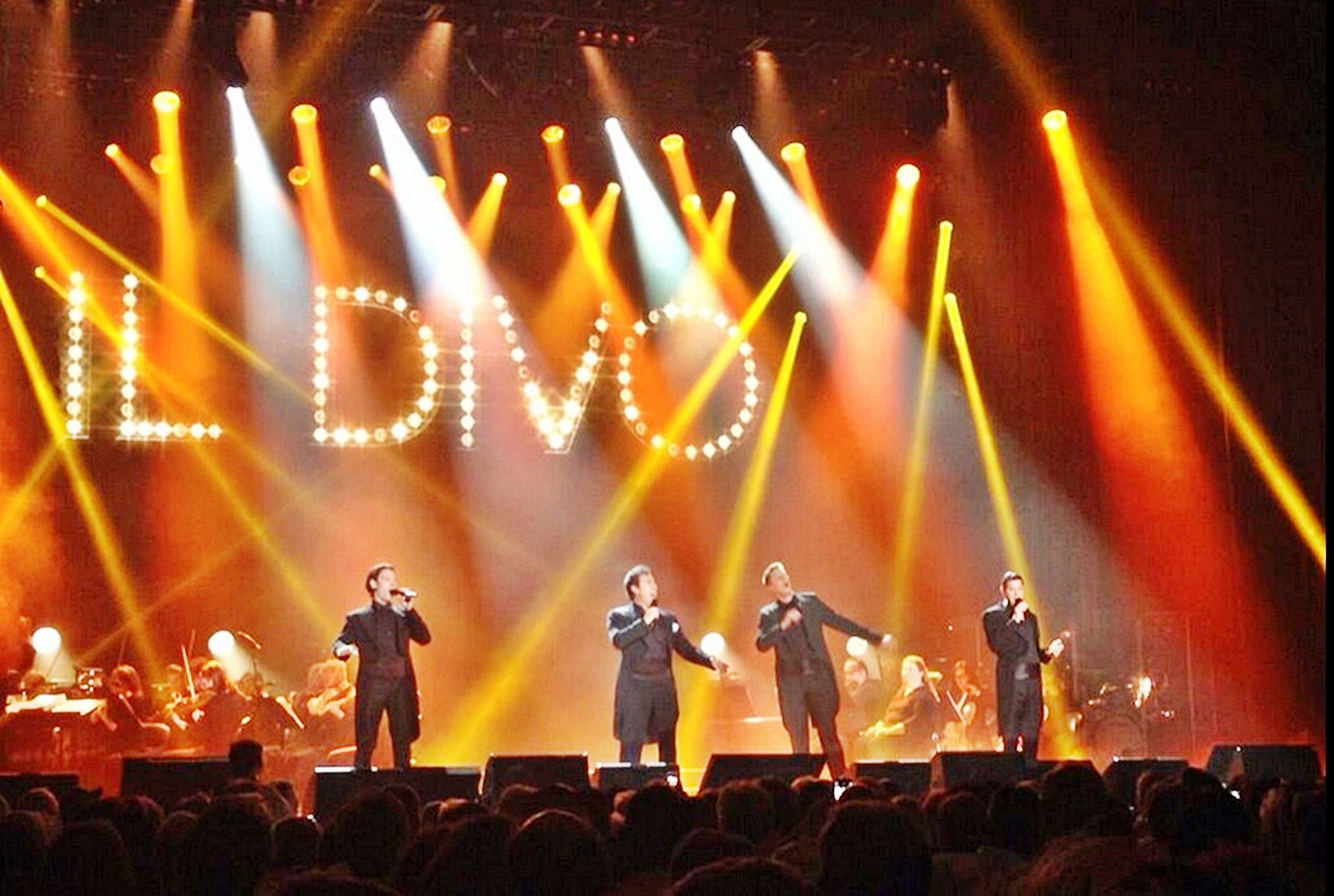
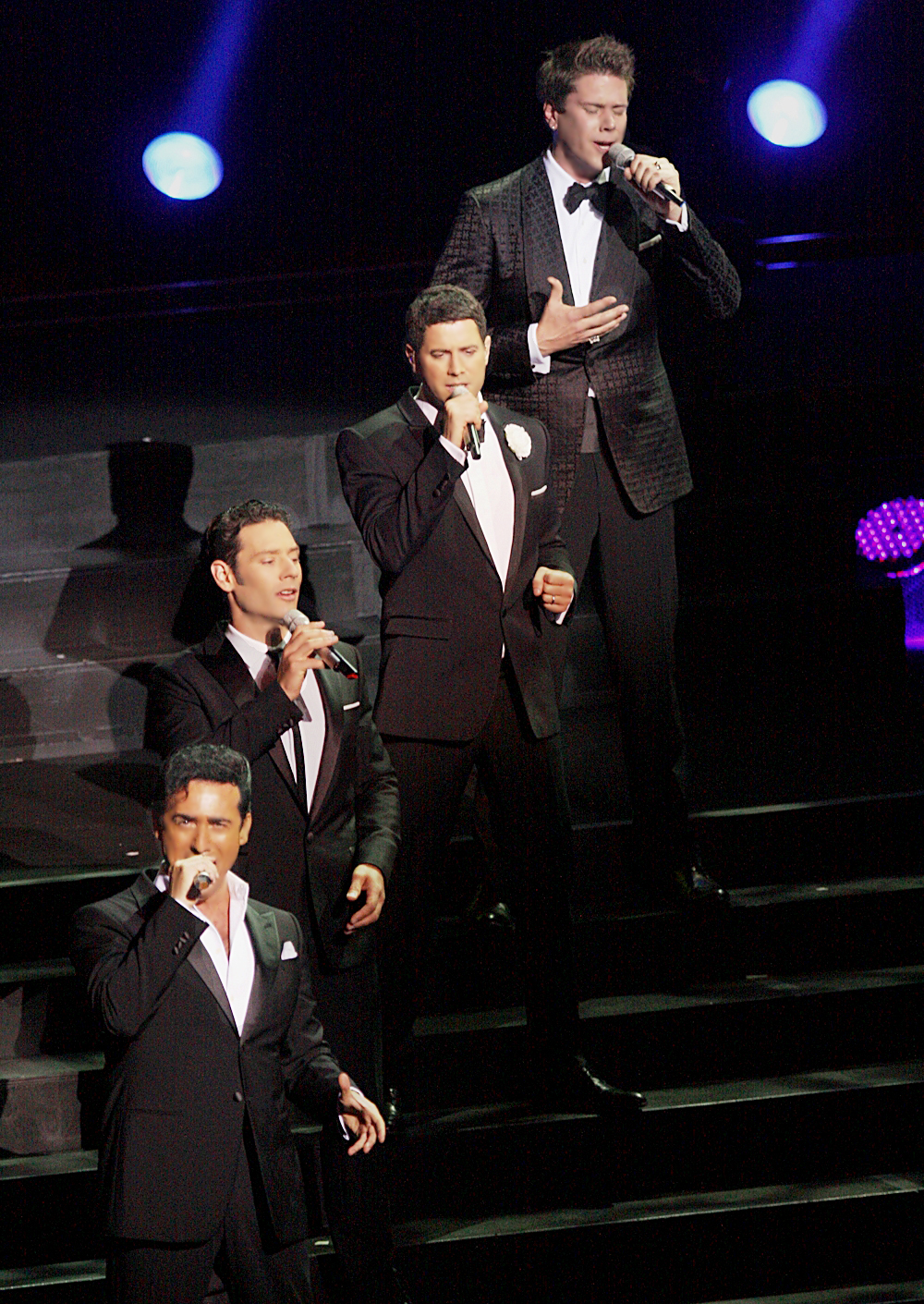

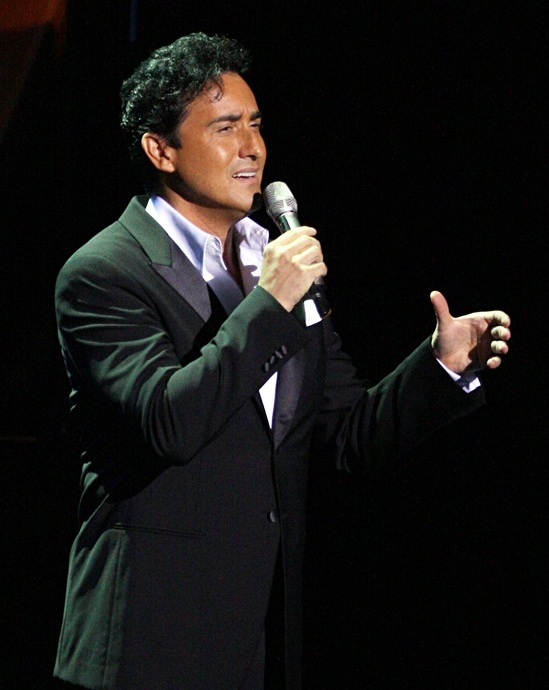
Carlos Marín
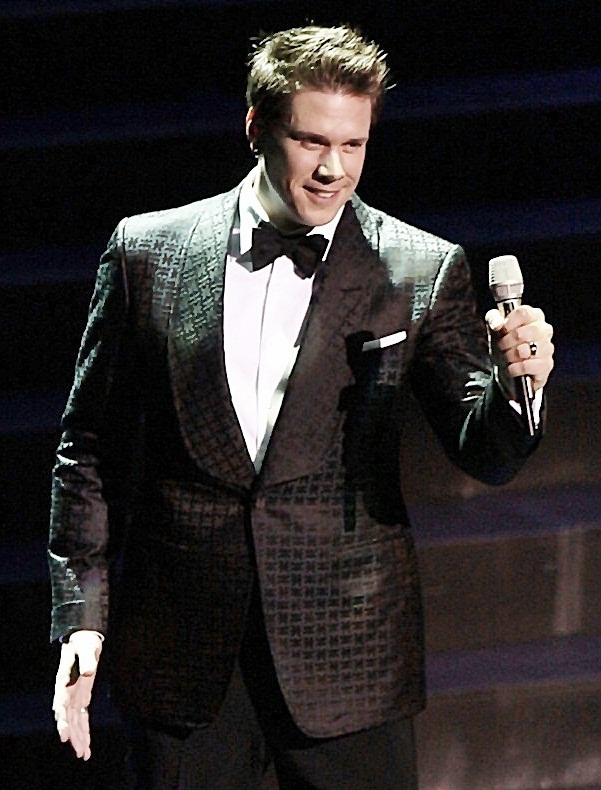
David Miller
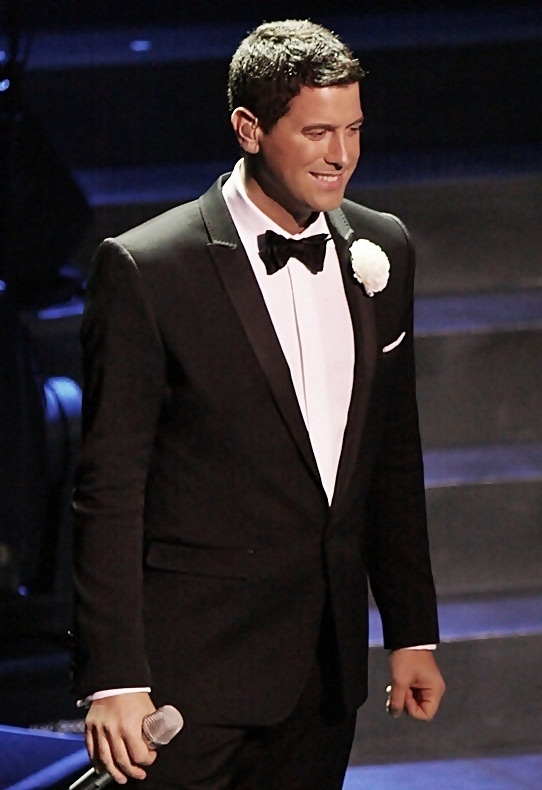
Sébastien Izambard
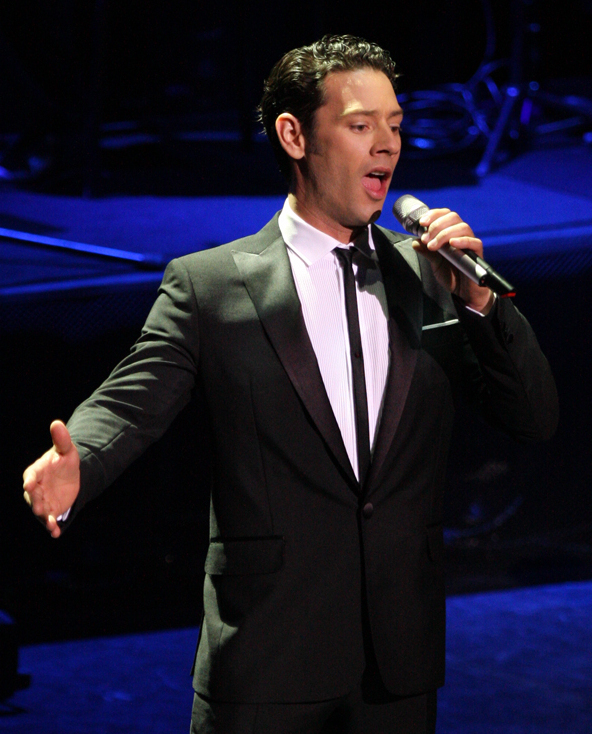
Urs Bühler

## Discografia

### Àlbums d'estudi
1. 2004 - Il Divo
2. 2005 - Ancora
3. 2006 - Siempre
4. 2008 - The Promise
5. 2011 - Wicked Game
6. 2013 - A Musical Affair
7. 2015 - Amor & Pasión
8. 2018 - Timeless

### Àlbums de temporada
1. 2005 - The Christmas Collection

### Àlbums en directe
1. 2009 - An Evening with Il Divo: Live in Barcelona
2. 2014 - Live in Japan[38]

### Àlbums recopilatoris
1. 2012 - The Greatest Hits[39]

### Edicions Especials
1. 2005 - Il Divo. Gift Edition[40]
2. 2006 - Il Divo Collezione[41]
3. 2006 - Christmas Collection. The Yule Log [42]
4. 2008 - The Promise. Luxury Edition[cal citació]
5. 2011 - Wicked Game. Gift Edition[43]
6. 2011 - Wicked Game. Limited Edition Deluxe Box Set[44]
7. 2012 - The Greatest Hits. Gift Edition[45]
8. 2012 - The Greatest Hits. Deluxe Limited Edition[46]
9. 2014 - A Musical Affair. Exclusive Gift Edition[47]
10. 2014 - A Musical Affair. French Version[48]
11. 2014 - Live in Japan. Japan Version[49]

## Videografía
1. 2004 - Live At Gottam Hall[50][51]
2. 2005 - Encore[52]
3. 2005 - Mamá[53]
4. 2006 - The Yule Log: The Christmas Collection[42]
5. 2006 - Live at the Greek Theater[54]
6. 2008 - At The Coliseum[55]
7. 2009 - An Evening with Il Divo: Live in Barcelona
8. 2011 - Live At The London Coliseum[56]
9. 2014 - Live In Japan[57]

### Videoclips Oficials
2004 - «Regresa A Mí» 
2005 - «Mama» 
2006 - «The Time of Our Lives».  (Il Divo & Toni Braxton)
2014 - «Le Temps Des Cathédrales»  (Il Divo & Vincent Niclo)
2014 - «Who Wants to Live Forever?»  (Il Divo & Anggun)
2014 - «Aimer»  (Il Divo & Natasha St-Pier)
2014 - «Can You Feel the Love Tonight»  (Il Divo & Lisa Angell)
2014 - «Memory»  (Il Divo & Hélène Ségara)
2015 - «Por una cabeza» 
1. ↑  Videoclip Regresa a Mí.  Il Divo a YouTube
2. ↑  Videoclip Mama.  Il Divo a YouTube
3. ↑  Videoclip The Time Of Our Lives  Il Divo a YouTube
4. ↑  Videoclip Le Temps Des Cathédrales. Il Divo a YouTube
5. ↑  Videoclip Wo Wants To Live Forever. Il Divo a YouTube
6. ↑  Videoclip Aimer. Il Divo a YouTube
7. ↑  Videoclip Can You Feel the Love Tonight . Il Divo a YouTube
8. ↑  Videoclip Memory. Il Divo a YouTube
9. ↑  Videoclip Por una cabeza. Il Divo a YouTube